# Noa Isidore
Noa Isidore (Troyes, 17 september 2004) is een Frans wielrenner.

## Carrière
Als junior maakte Isidore de overstap naar de opleidingsploeg van AG2R Citroën. Met zijn ploeggenoten won hij in juni 2021 de Gran Premio Eccellenze Valli del Soligo, een ploegentijdrit in Italië. Later dat jaar werd hij onder meer vierde op het nationale kampioenschap op de weg en vijfde in het eindklassement van de Saarland Trofeo. In zijn tweede jaar als junior eindigde hij, achter Romet Pajur en Menno Huising, als derde in de Ronde van Vlaanderen. Later dat jaar won hij etappes in de Ronde van Valromey en La Philippe Gilbert. Op het Europese kampioenschap eindigde hij als achtste in de wegwedstrijd in zijn leeftijdscategorie.
In 2023 maakte Isidore, als eerstejaars belofte, de overstap naar CIC U Nantes Atlantique. Namens die ploeg won hij in mei een etappe in de Alpes Isère Tour. Een maand later won hij de openingsrit in de Ronde van Eure-et-Loir. De leiderstrui die hij daaraan overhield verdedigde hij in de overige twee etappes met succes, waarna hij ook het eindklassement op zijn naam schreef. In 2024 keerde Isidore terug bij de ploeg waar hij tijdens zijn jaren als junior ook voor had gereden, al was het nu de beloftenploeg waar hij voor reed. Zijn debuut maakte hij eind februari met een tweede plaats in de Trofej Umag. Anderhalve week later won hij de tweede etappe in de Istrian Spring Trophy, waarna hij de leiderstrui overnam van Mattia Pinazzi. Bij aanvang van de slotetappe had Isidore een voorsprong van zeven seconden op Darren van Bekkum, zijn naaste belager. In de slotrit maakte Van Bekkum negen seconden goed, waardoor hij het eindklassement op zijn naam leek te schrijven. Echter, vanwege het aannemen van een energiegel vanuit de ploegleiderswagen binnen de laatste twintig kilometer, kreeg Van Bekkum een tijdstraf van twintig seconden, waardoor Isidore tot eindwinnaar werd uitgeroepen. In maart en april reed hij namens de hoofdmacht van de ploeg een reeks Franse eendagskoersen, waarin de achtste plek in de Route Adélie de Vitré zijn beste klassering was.

## Overwinningen
2021
Gran Premio Eccellenze Valli del Soligo (ploegentijdrit)
2022
1e etappe Ronde van Valromey
Puntenklassement Ronde van Valromey
2e etappe deel A Aubel-Thimister-Stavelot (ploegentijdrit)
1e etappe La Philippe Gilbert
Eindklassement La Philippe Gilbert
2023
2e etappe Alpes Isère Tour
1e etappe Ronde van Eure-et-Loir
Eind- en jongerenklassement Ronde van Eure-et-Loir
2024
2e etappe Istrian Spring Trophy
Eind- en puntenklassement Istrian Spring Trophy

## Resultaten in voornaamste wedstrijden
|      | \| Jaar \| Amstel Gold Race \| Luik-Bast.‑Luik \| Strade Bianche \| Waalse Pijl \| \| ---- \| ---------------- \| --------------- \| -------------- \| ----------- \| \| 2025 \| opgave \| 115e \| 97e \| opgave \| |                 |                |             |
| Jaar | Amstel Gold Race | Luik-Bast.‑Luik | Strade Bianche | Waalse Pijl |
| 2025 | opgave | 115e            | 97e            | opgave      |

## Ploegen
- 2023 –  CIC U Nantes Atlantique
- 2024 –  Decathlon AG2R La Mondiale Development Team
- 2025 –  Decathlon AG2R La Mondiale Team